# مرغ جنگلی سری‌لانکا

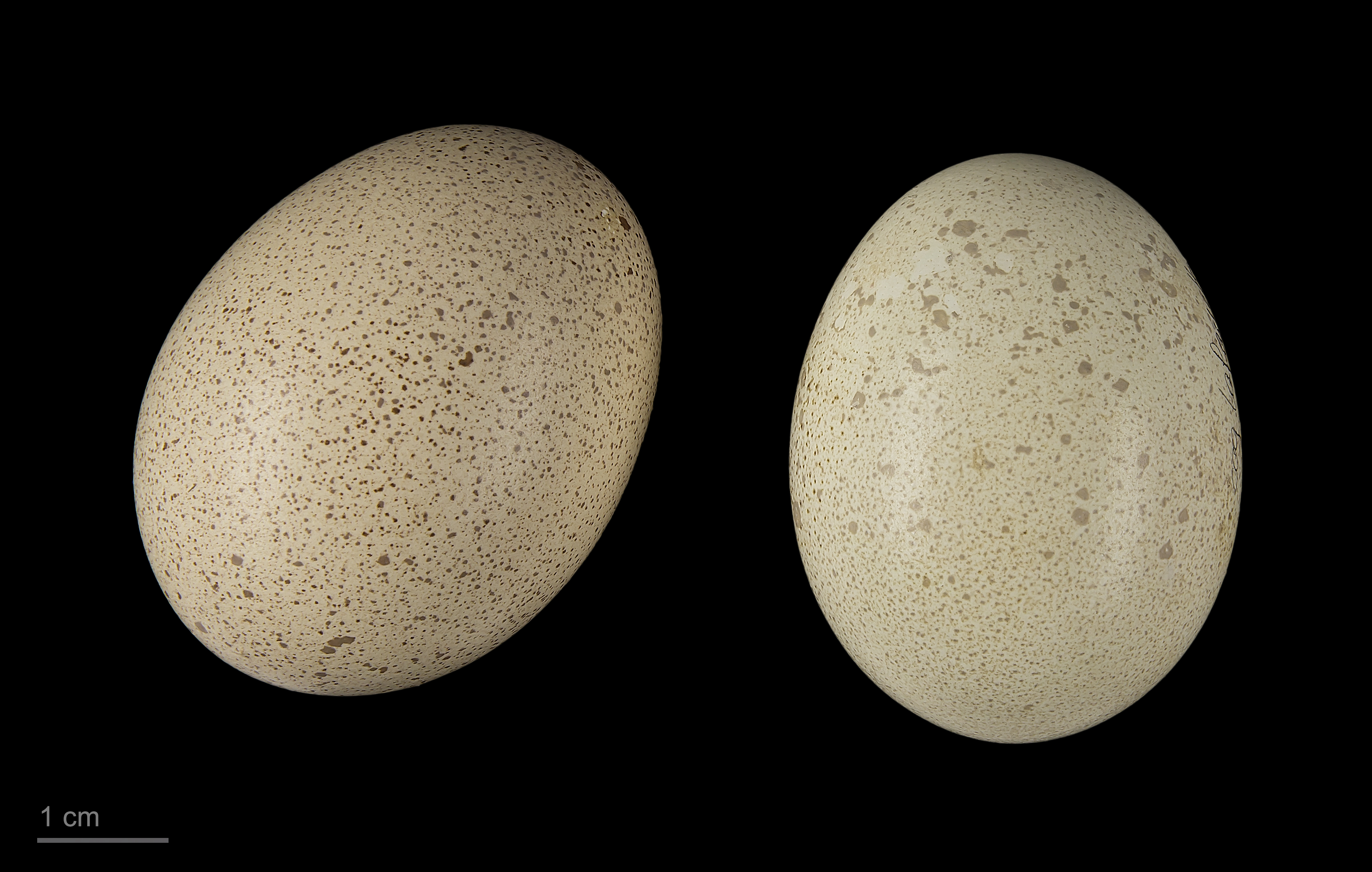
Gallus lafayettii

مرغ جنگلی سریلانکا (نام علمی: Gallus lafayetii) نام یک گونه از سرده مرغ جنگلی است.